# Svetogorsk
Svetogorsk (in russo Светогорск?, finlandese Enso) è una città della Russia occidentale situata nell'Oblast' di Leningrado. È posta sull'Istmo di Carelia, sulle rive del fiume Vuoksa, dove sorge anche la città di Imatra, non lontana dal confine con la Finlandia. La distanza da San Pietroburgo è, invece, di circa 200 chilometri. La cittadina venne fondata nel 1887 in concomitanza con l'apertura di una cartiera e nel 2007 aveva una popolazione di circa 15 500 abitanti
Qui nacque il pentatleta e schermidore (finlandese) Väinö Korhonen.

## Popolazione
| 1959   | 1970  | 1979   | 1989   | 1992   | 2002   | 2007   |
| ------ | ----- | ------ | ------ | ------ | ------ | ------ |
| 10 500 | 9 600 | 13 000 | 15 600 | 15 800 | 15 698 | 15 400 |